# Alok
Alok Achkar Peres Petrillo (Goiânia, 26 augustus 1991) is een Braziliaanse DJ, componist, en muziekproducent.

## Biografie
Alok Petrillo wordt letterlijk in een dance-nest geboren. Zijn ouders zijn beide acties als psytrance-dj's onder de namen DJ Swarup en DJ Ekanta. Met zijn tweelingbroer Bhaskar richt hij in 2009 de formatie Logica op. Hiervan verschijnen enkele singles en het album Let Me Present You The Future (2012). Daarna gaat Logica uiteen en werken ze aan hun eigen loopbaan. Hoewel er nog wel samenwerkingen plaatsvinden tussen de twee. 
In 2016 scoorde hij in samenwerking met de Braziliaans zanger Zeeba een internationale top 10-hit met het nummer Hear Me Now. In de DJ Magazine top 100 staat hij in 2021 op de 4e plaats. In 2022 lijkt Alok in Nederland definitief door te breken met 'Deep Down', bewerking van The Bucketheads-track The Bomb! en 'All by Myself', dat elementen bevat van een andere 90's track, namelijk Enjoy the Silence van Depeche Mode. Een klein jaar later scoort de Braziliaan wederom een hit met Work with My Love, een samenwerking met James Arthur.
In de zomer van 2023 maakt hij opnieuw een hit. Met Ava Max neemt hij het nummer Car Keys (Ayla) op, dit nummer maakt gebruik van een sample uit het nummer Ayla van Kosmonova. Een jaar later kwam Summer's Back uit, een samenwerking met Jess Glynne.

## Hitlijsten

### Singles
| Single met eventuele hitnotering(en) in de Nederlandse Top 40 | Datum van verschijnen | Datum van binnenkomst | Hoogste positie | Aantal weken | Opmerkingen                                       |
| ------------------------------------------------------------- | --------------------- | --------------------- | --------------- | ------------ | ------------------------------------------------- |
| Hear Me Now                                                   | 2016                  | 12-02-2017            | 34              | 4            | met Bruno Martini & Zeeba                         |
| Never Let Me Go                                               | 2017                  | 20-05-2017            | tip5            | 7            | met Bruno Martini & Zeeba                         |
| Deep Down                                                     | 2022                  | 30-07-2022            | 14              | 11           | met Ella Eyre, Kenny "Dope" Gonzalez & Never Dull |
| All by Myself                                                 | 2022                  | 29-10-2022            | 19              | 13           | met Sigala & Ellie Goulding                       |
| Work with My Love                                             | 2023                  | 18-02-2023            | 28              | 11           | met James Arthur                                  |
| Car Keys (Ayla)                                               | 2023                  | 08-07-2023            | 10              | 25           | met Ava Max                                       |
| Jungle                                                        | 2023                  | 07-10-2023            | 14              | 19           | met The Chainsmokers & Mae Stephens               |
| Deep in Your Love                                             | 2024                  | 27-01-2024            | 28              | 11           | met Bebe Rexha                                    |
| Under the Sun                                                 | 2024                  | 08-06-2024            | tip23           | 4            | met Ella Henderson & Switch Disco                 |
| Summer's Back                                                 | 2024                  | 13-07-2024            | 38              | 2            | met Jess Glynne                                   |

| Single met hitnotering(en) in de Vlaamse Ultratop 50 | Datum van verschijnen | Datum van binnenkomst | Hoogste positie | Aantal weken | Opmerkingen                                       |
| ---------------------------------------------------- | --------------------- | --------------------- | --------------- | ------------ | ------------------------------------------------- |
| Hear Me Now                                          | 2016                  | 17-12-2016            | tip20           | -            | met Bruno Martini & Zeeba                         |
| Never Let Me Go                                      | 2017                  | 20-05-2017            | tip             | -            | met Bruno Martini & Zeeba                         |
| Big Jet Plane                                        | 2017                  | 07-10-2017            | tip             | -            | met Mathieu Koss                                  |
| I Don't Wanna Talk                                   | 2019                  | 23-11-2019            | tip             | -            | met Hugel & Amber Van Day                         |
| Deep Down                                            | 2022                  | 09-07-2022            | 15              | 15           | met Ella Eyre, Kenny "Dope" Gonzalez & Never Dull |
| All by Myself                                        | 2022                  | 22-10-2022            | 22              | 19           | met Sigala & Ellie Goulding                       |
| Work with My Love                                    | 2023                  | 06-05-2023            | 47              | 5            | met James Arthur                                  |
| Car Keys (Ayla)                                      | 2023                  | 19-08-2023            | 48              | 1            | met Ava Max                                       |
| Jungle                                               | 2023                  | 21-10-2023            | 17              | 29           | met The Chainsmokers & Mae Stephens               |
| Deep in Your Love                                    | 2024                  | 03-02-2024            | 38              | 1            | met Bebe Rexha                                    |
| Summer's Back                                        | 2024                  | 06-07-2024            | 31              | 8            | met Jess Glynne                                   |